# Grössby södra 4:1
Grössby södra 4:1 är ett naturreservat i Stenungsunds kommun i Västra Götalands län.
Området är naturskyddat sedan 2046 och är 1 hektar stort. Reservatet består av gles skog av medelålders ekar och björkar med en stor mängd blåsippor.